# تپه چشمه ماهی
تپه چشمه ماهی مربوط به هزاره دوم قبل از میلاد است و در شهرستان چرداول، بخش هلیلان واقع شده و این اثر در تاریخ ۱۹ تیر ۱۳۴۸ با شمارهٔ ثبت ۸۴۷ به‌عنوان یکی از آثار ملی ایران به ثبت رسیده است.